# Linea Verde (metropolitana di Doha)
La linea Verde (in arabo الخط الأخضر, al-khaṭ al-‘ākhḍar, IPA: [alxatˤ alʔaːxdˤar]) è una linea della metropolitana di Doha che collega il centro della città di Doha, con capolinea presso Al Mansoura, alla zona nord-ovest, con capolinea presso Al Riffa, nella municipalità di Ar Rayyan.
È conosciuta anche come "linea dell'istruzione" (in arabo الخط التعليمية, al-khaṭ al-t'alīmīa, IPA: [alxatˤ altʕaeliːmiːa]) poiché serve il complesso accademico Education City con un'omonima stazione sotterranea.

## Storia
Le prime poste per una serie di linee metropolitane a servizio della città di Doha furono elaborate nel 2007, nell'ambito della candidatura per i giochi olimpici del 2016. Nel 2009, con la creazione della Qatar Rail, venne presentato un progetto ufficiale composto da quattro linee, inclusa la linea verde, la cui costruzione sarebbe stata divisa in due fasi.
Nel giugno 2013 un consorzio composto dalle aziende Porr, Saudi Binladin e HBK Contracting Company si è aggiudicato l'appalto per la prima fase della linea, escluse le stazioni di Education City e Msheireb assegnate invece al consorzio composto da Samsung C&T, Obrascon Huarte Lain e Qatar Building Company. Nel settembre del 2014 sono iniziati i lavori di scavo dei tunnel mediante l'uso di sei tunnel boring machine (TBM).
Il 12 aprile 2016 un alto funzionario della Qatar Rail ha dichiarato che la linea era pronta al 55%, con la sezione in superficie completa al 48%. Il successivo 30 marzo 2016 la Qatar Rail ha celebrato la fine dei lavori di scavo dei tunnel, con l'arrivo della TBM presso la stazione di Education City. In tale occasione, l'amministratore delegato di Qatar Rail Saad Al Muhannadi si è detto lieto di aver raggiunto questo traguardo prima del previsto.
La prima fase della linea è stata aperta al pubblico il 10 dicembre 2019.

## Stazioni
La linea ha una lunghezza di 22 km e possiede 11 stazioni, delle quali due fungono da interscambio con le altre linee della rete. La maggior parte della linea è sotterranea, fatti eccezione gli ultimi due chilometri e la stazione capolinea di Al Riffa.
| Nome                   | Nome in arabo     | Traslitterazione         | Interscambi       |
| ---------------------- | ----------------- | ------------------------ | ----------------- |
| Al Mansoura            | المنصورة          | al-manṣūra               |                   |
| Msheireb               | مشيرب             | mushīrb                  | Linee Oro e Rossa |
| Al Bidda               | البدع             | al-bad’a                 | Linea Rossa       |
| The White Palace       | القصر الأبيض      | al-qaṣr al-ābyaḍ         |                   |
| Hamad Hospital         | مستشفى حمد        | mstashfá ḥamd            |                   |
| Al Messila             | المسيلة           | al-msyl                  |                   |
| Al Rayyan/Al Quadeem   | الريان القديم     | al-ráyan al-qadīm        |                   |
| Al Shaqab              | الشقب             | al-shaqb                 |                   |
| Qatar National Library | مكتبة قطر الوطنية | maktaba qaṭar al-waṭanīa |                   |
| Education City         | المدينة التعليمية | al-madīna al-t’alīmīa    |                   |
| Al Riffa               | الرفاع            | al-rifā’                 |                   |

## Progetti
La fase due della linea comprende due prolungamenti e due nuove diramazioni. Il primo prolungamento, senza stazioni intermedie, va da Al Riffa a Doha West International, dove ci sarà l'interscambio con la futura rete ferroviaria del Qatar, mentre il secondo va da Al Mansoura a Industrial Area South e possiede 12 stazioni. Per quanto riguarda invece le diramazioni, una partirà dalla stazione di Hamad Hospital ed arriverà fino a Barzan Tower con in totale 12 stazioni, un'altra invece inizierà presso Al Rayyan/Al Quadeem per poi terminare ad Al Rayyan Center con in totale 3 stazioni.